# Rudina, Kysucké Nové Mesto
Rudina este o comună slovacă, aflată în districtul Kysucké Nové Mesto din regiunea Žilina. Localitatea se află la altitudinea de 370 m deasupra n.m., se întinde pe o suprafață de 6,27 km2 și în 2017 număra 1.802 locuitori.

## Istoric
Localitatea Rudina este atestată documentar din 1359.

## Demografie
| An:                | 1994 | 2004   | 2014   | 2024   |
| ------------------ | ---- | ------ | ------ | ------ |
| Număr de persoane: | 1497 | 1645   | 1743   | 1799   |
| Diferență:         |      | +9,88% | +5,95% | +3,21% |

| An:                | 2023 | 2024   |
| ------------------ | ---- | ------ |
| Număr de persoane: | 1803 | 1799   |
| Diferență:         |      | −0,22% |